# 一院站
一院站（朝鲜语：일원역；）曾为朝鲜铁路博川线上的一个车站，位于平安北道博川郡，废止时间不详。

## 历史
- 1926年12月10日：开始使用。